# De spectaculis
De spectaculis ("Over de schouwspelen") is een Latijns boek over schouwspelen, geschreven rond het jaar 200 door de kerkvader Tertullianus. 

## Inhoud
Het werk, vermoedelijk gericht tot de christelijke gemeente van Carthago, is een kritiek en een polemiek tegen de cultuur van schouwspelen in het Romeinse Rijk. Sport, spel, toneel, gladiatorengevechten: al wat zich afspeelde in theaters, amfitheaters, circussen en renbanen achtte Tertullianus ongeschikt om door christenen te worden bijgewoond. Zijn hoofdbezwaar was dat het een vorm van afgodendienst was. Verder zag hij het opstoken van de hartstocht en het opvoeren van wreedheid als niet verenigbaar met een christelijke levenshouding. Het voorlaatste hoofdstuk 29 betoogde dat het geloof zelf de werkelijke genoegens bood voor christenen, die trouwens veel heviger waren dan de bloedigste spektakels (zoals de dood van martelaren en van Christus zelf). In het slothoofdstuk stelde Tertullianus dat de Dag des Oordeels het ultieme vermaak zou brengen: dan zouden de gelovigen lachend en jubelend getuige zijn van het straffen der verdoemden, een spektakel waaraan geen heidens schouwspel kon tippen.   

## Weerklank
Directe invloed had De spectaculis op Cyprianus van Carthago en op Novatianus.
In de 19e eeuw haalde Friedrich Nietzsche het slothoofdstuk aan om te betogen dat het christendom een leer van ressentiment en haat was (Zur Genealogie der Moral, 1.15).

## Uitgave
- Eligius Dekkers, Q.S.Fl. Tertulliani de spectaculis, Turnhout, 1954

## Nederlandse vertalingen
- Tertullianus, Over de schouwspelen (= Oudchristelijke geschriften in Nederlandsche vertaling, vol. 46), vert. Hajo U. Meyboom, Leiden, 1931
- Tertullianus, "De openbare spelen" in: Tertullianus' Apologeticum en andere geschriften uit Tertullianus' voor-Montanistischen tijd, vert. Christine Mohrmann, Utrecht, 1951, p. 197-240

## Voetnoten
1. ↑  Friedrich Nietzsche, De genealogie van de moraal, 2011, 1.15, n. 43